# Аллея Космонавтов
Алле́я Космона́втов (также аллея Героев космоса, аллея Героев Космонавтов) — пешеходная улица, расположенная между южным и северным входами станции метро «ВДНХ». Открыта 4 октября 1967 в честь десятилетия запуска первого искусственного спутника Земли. Проходит от Останкинского проезда до монумента «Покорителям космоса». 12 апреля 1967 года на аллее состоялось торжественное открытие памятников советским учёным-ракетостроителям и героям-космонавтам. К 2017 году было установлено 14 памятников выдающимся деятелям космонавтики.

## Описание

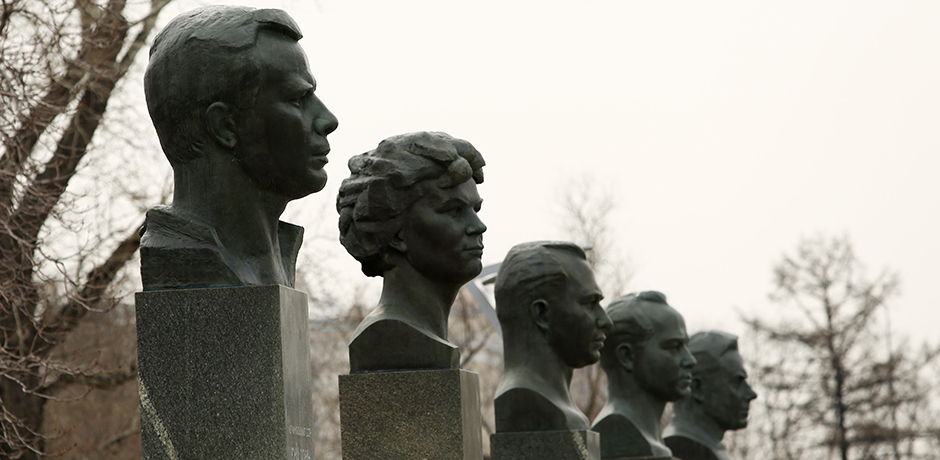
Бюсты на аллее космонавтов, 2016 год

Модель Солнечной системы с гномоном

### Расположение
Аллея Космонавтов является мемориальной пешеходной улицей, которая начинается от проспекта Мира в месте пересечения с Останкинским проездом и проходит в северо-восточном направлении к ВДНХ. Аллея была проложена так, что при движении из центра Москвы визуально продолжала Проспект Мира и открывала перспективу на обелиск «Покорителям космоса». В конце аллеи стоит памятник Константину Циолковскому работы скульптора Андрея Файдыша-Крандиевского и архитекторов А. Н. Колчина и Михаила Барща. За ним расположен основной монумент-обелиск, в его цоколе расположен Музей космонавтики. Справа от монумента находится южный выход со станции метро «ВДНХ», а далее — главный вестибюль. После строительства автомобильной эстакады над станцией метро «ВДНХ» в 2000 году архитектурный ансамбль аллеи был нарушен — она утратила симметричность и панорамный обзор. Часть зелёной зоны исчезла, бюсты космонавтов оказались окружены асфальтом.

### Монументы
Аллею спроектировали архитекторы Михаил Барщ и А. Н. Колчин. По их замыслу, вдоль пешеходной части должны были расположиться памятники первопроходцам космонавтики. Решение установить бюсты было принято постановлением Исполкома Московского городского совета депутатов от 28 февраля 1967 года.
9 апреля 2017 года на аллее были установлены четыре новых бюста в честь дважды героев Советского Союза, космонавтов Александра Александрова, Валентина Лебедева, Светланы Савицкой и Владимира Соловьёва. Все они присутствовали на торжественной церемонии открытия. Над проектом работали архитекторы Василий Перфильев и А. К. Тихонов, скульпторы А. В. Балашов, А. С. Забалуев, И. Н. Новиков и Е. И. Казанская.
| Персоналии             | Год установки | Скульптор                                                                                            | Код в ЕГРОКН                                       |
| ---------------------- | ------------- | --- | -------------------------------------------------- |
| Константин Циолковский | 1964          | Андрей Файдыш-Крандиевский                                                                           | 771410721830016 (ЕГРОКН). 7706142000 (БД Викигида) |
| Сергей Королёв         | 2008          | Щербаковы С. А. и С. С архитектор И. Н. Воскресенский                                                |                                                    |
| Юрий Гагарин           | 1967          | Лев Кербель                                                                                          | 771610657220066 (ЕГРОКН). 7706142000 (БД Викигида) |
| Валентина Терешкова    | 1967          | Григорий Постников                                                                                   | 771610657220046 (ЕГРОКН). 7706142000 (БД Викигида) |
| Павел Беляев           | 1967          | Андрей Файдыш-Крандиевский                                                                           | 771610657220056 (ЕГРОКН). 7706142000 (БД Викигида) |
| Алексей Леонов         | 1967          | Андрей Файдыш-Крандиевский                                                                           | 771610657220016 (ЕГРОКН). 7706142000 (БД Викигида) |
| Владимир Комаров       | 1967          | Павел Бондаренко                                                                                     | 771610657220036 (ЕГРОКН). 7706142000 (БД Викигида) |
| Мстислав Келдыш        | 1981          | Юрий Чернов                                                                                          |                                                    |
| Валентин Глушко        | 2001          | Анатолий Бичуков, арх. А. В. Ефимов                                                                  |                                                    |
| Владимир Челомей       | 2014          | А. С. Забалуев, арх. А. К. Тихонов                                                                   |                                                    |
| Александр Александров  | 2017          | А. В. Балашов, А. С. Забалуев, И. Н. Новиков и Е. И. Казанская, арх. В. В. Перфильев и А. К. Тихонов |                                                    |
| Валентин Лебедев       | 2017          | А. В. Балашов, А. С. Забалуев, И. Н. Новиков и Е. И. Казанская, арх. В. В. Перфильев и А. К. Тихонов |                                                    |
| Светлана Савицкая      | 2017          | А. В. Балашов, А. С. Забалуев, И. Н. Новиков и Е. И. Казанская, арх. В. В. Перфильев и А. К. Тихонов |                                                    |
| Владимир Соловьёв      | 2017          | А. В. Балашов, А. С. Забалуев, И. Н. Новиков и Е. И. Казанская, арх. В. В. Перфильев и А. К. Тихонов |                                                    |

## Современность
На аллее проходят различные культурные и просветительские мероприятия, празднования Дня космонавтики и Дня города, Нового года. В 2006 году правительство Москвы постановило провести ремонт аллеи, реконструировать монумент «Покорителям космоса» и Музей космонавтики. В этом же году бюст Королёва, стоявший на аллее, был перенесён к его мемориальному дому-музею. Этот монумент был установлен в 1967 году. Автором проекта являлся скульптор Андрей Файдыш-Крандиевский. Монумент выполнен из гранита. Статуя учёного «вырастает» из постамента, на котором высечена надпись: «Конструктор первых ракетно-космических систем академик Сергей Павлович Королев». В 1974 году памятник взяли под государственную охрану.
3 сентября 2008 года состоялось открытие обновлённой аллеи. В ходе реконструкции на ней были установлены глобусы Земли и Звёздного неба, новый памятник Королёву, а также скульптурная композиция «Солнечная система». В её центре расположены солнечные часы, вокруг которых на орбитах расставлены бронзовые модели планет. В начале июля 2017 года она пострадала от вандализма: были спилены и похищены латунные модели планет. Пресс-служба ГУВД Москвы сообщила, что материальный ущерб от кражи составил 5,6 млн рублей. Скульптура была отреставрирована в 2016 году.

## Фотогалерея

Монументы на аллее Космонавтов (2009 год)
Глобус с цитатами Константина Циолковского
Памятник Валентине Терешковой
Памятник Павлу Беляеву
Памятник Алексею Леонову
Памятник Владимиру Комарову
Памятник Валентину Глушко
Памятник Мстиславу Келдышу
Памятник Сергею Королёву на Аллее космонавтов, 2013 год

## Одноимённые объекты
Аллея Космонавтов — распространённый топоним, существует также:
- в Красногорске — аллея была открыта 18 марта 2015 года в честь 50-летия выхода человека в открытый космос и стала основой для музея космонавтики на открытом воздухе. На торжественной церемонии присутствовал Алексей Леонов. Через два года, в его день рождения, 30 мая 2017 года на аллее была установлена копия корабля «Союз-19»[23][24][25].
- в Сочи — аллея магнолий была основана Отто Гротеволем 27 апреля 1960 года. 15 мая 1961 года Юрий Гагарин высадил на ней своё дерево. К настоящему времени на аллее высажено более 80 деревьев от представителей 18 стран мира[26].
- на Космодроме «Байконур» — аллея Космонавтов находится на 17-й площадке, перед первым полётом члены основных экипажей традиционно высаживают на ней деревья[27].
- на Троекуровском кладбище — 26 января 2010 правительство Москвы издало распоряжение о создании аллеи Памяти Лётчиков-Космонавтов. На Троекуровском кладбище захоронены многие выдающиеся деятели космонавтики и ракетостроения, среди них Георгий Гречко, Дмитрий Чаплыгин и Владимир Уткин[28][29][30].